# Tasbih
Tasbih (arabă تَسْبِيح) este o formă de dhikr⁠(en)[traduceți] care implică invocarea repetată de fraze scurte care îl glorifică pe Allah în Islam. 

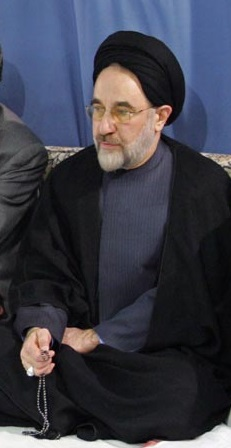
Preşedintele iranian Mohammad Khatami folosind tasbih în timpul liber.

Mărgelele de rugăciune au fost folosite pentru prima dată în Asia. În civilizațiile vechi erau folosite pentru numărarea zilelor, de exemplu în China, unde s-au folosit șiruri cu noduri diferite, dintre care numerele și distanța au semnificații diferite. În Africa Centrală, femeile însărcinate numărau lunile de sarcina cu ajutorul lor. 
În numeroase societăți vechi cum ar fi Grecia, Roma, Egipt și India, mărgelele de rugăciune erau ori folosite în sărbători și ritualuri ori ca amulete ori pentru decorare sau ca un semn distinctiv pentru un nivel special. Istoria tesbihului se pierde în negura vremii. Primii oameni, după ce omorau prada, din părțile animalelor, colți, dinți, gheare, le înșirau pe ață și le purtau asupra lor ca să-i ajute la următoarea vânătoare. Era un fel de talisman. Deoarece credincioșii credeau că acest tip de bijuterii îi protejau de rău și de dușman, ei au început să le poarte în războaie. Prima dată când  astfel de mărgele au fost folosite în scopuri religioase a fost în India. În credința hindusă mătăniile au ocupat și ocupă un loc de cinste.
De-a lungul timpului, mărgelele de rugăciune au câștigat o caracteristică religioasă, iar utilizarea lor s-a limitat la ritualurile religioase. 
Unii cred că Tesbih sau Mesbaha (mărgelele de rugăciune ) au intrat în Islam de la BUDHISTII indieni. Alții cred ca Mesbaha a pătruns în Islam de la creștini. 
Tesbih  la musulmani, Rozariu la catolici, Mătănii la ortodocși sunt un număr de mărgele înșirate care se folosesc în timpul procesiunilor religioase sau de fiecare persoană în parte în timpul rugăciunilor sau ori de câte ori omul simte această nevoie. Conform estimărilor, musulmanii și-ar fi însușit tespihul de la budiști iar creștinii din Europa de la musulmani. Papa Pius al V-lea  consemna în 1596 ca Dominikus ar fi adus mătăniile în Europa, în anul 1221. Primele rozarii, mătănii aveau 33 de bile, amintind astfel,   vârsta  la care murise Iisus.
Numărarea rugăciunilor și DHIKR cu Mesbaha este obișnuită in rândul musulmanilor,cu excepția WAHABITILOR care consideră că Mesbaha este o inovație (BID’a) în Islam și folosesc degetele în schimb . 
Tradiția Sunnită
Există diferite relatări cu privire la utilizarea Mesbaha printre sunniți ; unele cărți SUNNITE recomandă purtarea mătăniilor de către musulmani și menționează de asemenea că Profetul purta Mesbaha. Alte relatări însă susțin că Profetul învinuia folosirea mătăniilor .
Tradiția Șiită
Șiiții cred ca FATMA a fost una dintre cei care au folosit pentru prima data MESBAHA; a utilizat un șir de 34 de noduri pentru a recita TASBIH  după rugăciuni(TASBIH-UL FATMEI). Mai târziu ea a luat pământ din solul mormântului lui HAMZA, unchiul Profetului, și a confecționat din argilă propriile Mesbaha. Urmând-o pe Fatma , șiiții confecționează Mesbaha din pământ ( argilă ) la mormântul lui IMAM al-HUSAYN , pentru binecuvântare. 
Cea mai importantă utilizare a mătăniilor este numărarea DHIKR , iar musulmanii folosesc mătăniile în rugăciunea lor pentru a putea spune DHIKR după sau între rugăciuni. De obicei, pelerinii de la locurile sfinte aduc ca suveniruri Mesbaha binecuvântate.Mesbaha este, de asemenea, utilizată pentru ISTIKHARA .
ISMA’ILIA KHUJAS din India folosesc mărgele de rugăciune în unele dintre activitățile și ritualurile lor religioase , inclusiv DHIKR pentru SHAH MİRZA și rugăciune pentru AQA KHAN . 

La musulmani, tesbihul este format din 11,33 sau 99 de mărgele. Pentru fiecare bob de mărgea se folosește rostirea unei rugăciuni scurte, după care se trece la următoarea fiind îndepărtat cu degetul mare al mânii drepte. Șiragul se termină cu o bilă alungită, numită imame. Îndepărtarea se face prin trecerea mărgelelor unul câte unul între degetul arătător și degetul mare. De fapt, practica rugăciunii nu este doar percepută ca un comportament specific imamului, ci și folosit la scară largă printre oameni. Este mai răspândită în zonele rurale. Motivul pentru aceasta este că credinciosul are capacitatea de a ocupa mâinile goale. 
Se pare ca Tesbihul (Mesbaha) a început să fie folosit în timpul primului califat arab de către Hz. Ebubekir. Folosirea tesbihului era un detaliu care completa rugăciunea din cele 5 momente ale zilei.  Rularea  bilelor una după alta , de 99 de ori cât numără atributele divine ale lui Dumnezeu,  Allah. Dar mulți musulmani identifică aceste atribute prin frecarea degetelor ca și cum ar fi mărgelele tesbihului. Înainte de apariția tesbihului, musulmanii foloseau în mod tradițional degetele. Cele  patru degete erau adunate în palmă, folosind cele 12 articulații, ajungând la 99. Repetând de 3 ori cate 36 (12+12+12) la fiecare palmă ale ambelor mâini se utilizau articulațiile degetelor dar și ale brațelor , concomitent. Rularea este una dintre detaliile importante care completează rugăciunea. 
Nu există surse precise despre momentul când cuvintele "Subhanallah", "Elhamdulillah" și "Allah Ekber” au început să fie folosite de 33 de ori după fiecare rugăciune.
În Turcia otomană, tesbihul începe să se folosească în secolul 16 și ocupă în lumea meșterilor artizani, cel mai important loc.
Se spune că sultanul Ahmed, din dorința de a afla câți credincioși participă la slujba de amiază, a pus să se împartă fiecărui participant la rugăciune câte  un tesbih la intrare și ieșire. Făcându-se numărătoarea s-a văzut că 86.000 de credincioși la intrare și același număr era  la ieșire. Deci capacitatea geamiei era de 172.000 de persoane.
Ce se spune la fiecare mărgică din tesbih
"Allahu Ekber"
Allah ești mare.
"Sübhane Rabbiyel Azim"
Ei mărețule  Creator, te voi lăuda cu toate atributele tale
"Semiallahulimen hamideh"
Allah a auzit pe toți care îl proslăvesc
"Rabbena leke'l-hamd" 
Ei, puternicule Creator, toate mulțumirile sunt doar ale tale
"Sübhane Rabbiye'l-ala"
Ei mărețule Allah, primește-mă cu toate lipsurile mele. 
"Esselamu aleykum ve rahmetullah" 
Binecuvântarea Lui asupra voastră să fie.
"Allahümme ente's-selam minke'lerin selamında
tebarek-te ya-zel celali vel ikram " 
Dumnezeule! Tu ești  mântuirea mea! Ești ocrotitorul păcii și al securității. Slavă Ție!
"Ala Resulina Muhammedin salavat" 
Binecuvântarea asupra Profetului Muhammed fie. 
"Subhanallahi ve'l-hamdülillahi vela ilahe illallahu vallahu ekber vela havle vela kuvvete illa billahil aliyyil azim" 
Allah e fără de păcat, Lăudat fie Allah. El este unic.  El este puternic și măreț.
"Sübhanallah" 
Cel fără de păcat fie lăudat
"Elhamdülillah" 
Lăudat fie Allah
"Lailahe illallahu vahdehula șerikeleh lehül mülkü velehül hamdüala külli vehüve șey'in kadir" 
Nu există alt Dumnezeu decât Tine, care ești unic. Tu ești Stăpânul.El este măreția și El are putere asupra tuturor lucrurilor.
"Subhane Rabbiye'l-aliyyi'l-a'le'l-vehhab"
Tu ,cel ce m-ai dăruit cu generozitatea Ta,  rămâi fără de păcat.
"Amin" 
(Duamın kabul olacağına) Ben inanıyor, güveniyorum. 
Eu cred în Tine și  mă încred în Tine ,Te rog primește-mi ruga.
În Coran estimativ sunt 45 de versete care pomenesc despre tesbih.
Există un Hadis în care se spune ca Profetul Muhammad ( Pacea asupra lui! ) a relevat ca Dumnezeu a spus „ Când aflu că o persoană își aduce aminte deseori de Mine, am grijă de lucrurile lui, îi devin companion, vorbesc cu el, și devin prietenul său intim” . 
Mărgelele islamice pentru rugăciune folosite la pomenirea lui Dumnezeu se numesc în mai multe feluri : SUBHA însemnând „a exalta” reprezintă numele in arabă , sau Mesbah ori Mesbaha. Numele persan este Tasbih cu varianta turceasca Tesbih care este și varianta preferata . Aceasta se datorează faptului ca folosirea mărgelelor este cea mai obișnuită în rândul turcilor musulmani și deoarece turcii au produs cele mai fine și mai frumoase mărgele . Într-adevăr , în rândul turcilor,realizarea de Tesbih a reprezentat un meșteșug de finețe până în jurul secolului XX. Cel mai bun meșteșugar a fost Horozun Salih.

## Structura
Numărul de mărgele
Mesbaha au de obicei 101 mărgele,  în 3 părți de câte 33 de mărgele, cu doua mărgele care împart cele 3 părți,  în conformitate cu TASBIH-ul Fatimei.  Există de asemenea , Mesbaha cu 25,33,34 mărgele. 
Unii sufiți folosesc Mesbaha cu 1000 de mărgele care sunt folosite la rugăciunile de înmormântare; ei îl transformă de 3 ori și de fiecare data spun LA ILLAH ILLA ALLAH de 1000 de ori .
Mesbaha este alcătuit din 3 părți : 
Statuia : ciucurele e alcătuit din mai multe șiruri scurte, îmbinate în șirul principal al  mătăniilor. "DASTA": o mărgea mai mare decât alte mărgele, cu forma conica sau cilindrica, intre ciucure și celelalte mărgele din componenta Mesbaha . Se numește de asemenea, YAD și  MIHRAB. "ADASAK" : 2  mărgele cu forma de linte care sunt mai mici comparativ cu celelalte mărgele și uneori făcute dintr-un alt material decât celelalte mărgele. Cele 2 "ADASAK" împart Mesbaha în trei părți .
Tesbihul obișnuit constă în 99 de mărgele . Acestea se împart în seturi de câte 33; fiecare set este despărțit de celălalt printr-un disc numit NISANE. Șirul este completat de o a suta mărgea,  care reprezintă sfârșitul,  numita IMAME. Cele 99 de mărgele reprezintă calitățile relevate ale lui Dumnezeu, iar ultima, ce de-a suta reprezintă numele esenței : Allah . 
Alte seturi de mărgele constau din numai 33 de mărgele sau 11 . În orice caz , în mare parte matematica este aceeași : 3×11 = 33×3=99
De obicei , au 33 de mărgele . Acestea sunt împărțite în 3 părți egale , prin 2 mari mărgele intermediare și finale. 
Folosirea mărgelelor de rugăciune este respinsa de către wahabiți și alți fundamentaliști.  Ei spun că Profetul nu a folosit niciodată aceste mărgele și că ele au o proveniență creștină și de aceea sunt haram (interzise) – reprezintă o emblemă a tot ceea ce wahabiții încearcă să șteargă din viața islamică. 
Mărgelele de rugăciune sunt respinse de wahabiți deoarece ar reprezenta o inovație,  dar în același timp la bazele acestui resentiment stă faptul ca ele sunt turcești , un simbol al ISLAM-ului turcesc. Aceste doua lucruri -inovația și turcismul – sunt echivalente în Wahabism . Ideologia WAHABI a fost realizata în opoziție cu dominația otomană a arabilor,  iar puritanismul WAHABIT încearcă sa elimine aspectele non-existenței ale İSLAM-ului. 
Contrar afirmațiilor WAHABIȚILOR,  se pare că musulmanii le-au furnizat creștinilor mărgelele de rugăciune,  în timpul cruciadelor . Cum în Hadis-uri nu există o relatare a Profetului cum că ar fi folosit Tesbih exista un Hadis referitor la numărarea rugăciunilor folosind pietre – de la  care șirul de mărgele este o extensie, și nu o inovație.  
Material
Mărgelele tradiționale se realizau dintr-o gamă larga de materiale : aur, argint, fildeș,  carapace de broasca țestoasă , chihlimbar, oase de cămilă,  rocă de cristal, în mod special argilă din turba lui IMAM al- HUSAYN. Sunt realizate din materiale diferite de santal, minerale , inclusiv pietre prețioase și semiprețioase :importante fiind agatele ( agate de Yemen) și turmalina (SHAH MAQSUD) extrasă din minele din Afganistan, chihlimbar , jad, jasp, coral, os, sticla, ceramica ; materiale plastice . 
În prezent,  cele mai multe mărgele sunt realizate dintr-un plastic dur , iar șirul tradițional de mătase a fost înlocuit cu alte materiale colorate. 

În afară de conotația sa religioasă,  Tesbihul este folosit ca o terapie medicală pentru înlăturarea stresului.

Profetul Muhammad – pacea fie asupra Lui ! – a spus : „Când oamenii se așază și își aduc aminte de Allah, îngerii îi înconjoară, mila îi acoperă și pacea se răsfrânge asupra lor”.